# غواصة يو-15 (ألمانيا)
غواصة يو-15 كانت واحدة من 329 غواصة تخدم في البحرية الإمبراطورية الألمانية اثناء الحرب العالمية الأولى. شاركت يو-91 في الحرب البحرية في الحرب العالمية الأولى ومعركة الأطلسي الأولى. في 9 أغسطس 1914، أصبحت U-غواصة يو 15 أول غواصة يدمرها العدو بسفينة حربية بعد ان صدمها الطراد البريطاني أتش أم أس برمنغهام. صنعتها شركة كونيغليش فيرفت دانزيغ حيث طلب من الشركة صناعة هذه الغواصة في 15 فبراير 1909 ودخلت الخدمة بعدها بثلاث سنوات في 7 يوليو 1912. غادرت الغواصة الميناء في دوريتها الأولى في 1 أغسطس 1914، ولكن في 9 أغسطس أجبرت الغواصة على الصعود لسطح والتوقف قبالة ساحل جزيرة فير في شتلاند، اسكتلندا، بعد أن فشلت محركاتها.
وبينما طاقم الغواصة غارق في محاولة إصلح محركات الغواصة، تم رصدها واكتشفته السفينة الحربية البريطانية إتش إم إس برمنغهام عبر ضباب الكثيف وتكنوا من سماع أصوات من داخل الغواصة بينما يحاول الطاقم إصلاح المحركات المتضررة. أمر النقيب آرثر دوف طاقمه بإطلاق النار نحو الغواصة، لكنه أخطأ الهدف. ومع محاولة الغواصة الغوص لتجنب الهجوم، أمر دوف طاقم سفينته بالتحرك باقصى سرعة نحو الغواصة، فقتم الاصتدام بالغواصة وقطعها إلى نصفين وقتل جميع أفراد طاقمها المكون من 23.